# Velike Poljane, Škocjan
Velike Poljane so naselje v Občini Škocjan.